# حیات وحش کانادا
حیات وحش کانادا (انگلیسی: Wildlife of Canada) کانادا دارای ۱۵ قلمرو زیست‌جغرافیایی دریایی و پنج قلمرو زیست‌جغرافیایی زمینی است که شامل بزرگترین قلمرو یعنی مجمع‌الجزایر شمالگانی نیز می‌گردد. زیست‌بوم کانادا مشتمل بر توندرا، تایگا، جنگل ترکیبی پهن‌برگ، مرغزار و کوه‌های راکی به همراه جنگل‌های معتدل مخروطی است. در دهه‌های اخیر، تجاوزهای بشری، باعث تهدید حیات‌وحش کانادا شده‌است. به منظور مقابله با چنین تهدیدی، مناطق ملی حیات وحش، تحت قانون حیات وحش کانادا قرار گرفته‌اند. پارک‌های ملی و همین‌طور پناهگاه‌های پرندگان مهاجر بسیاری در کانادا وجود دارد و این در حالی است که، پارک‌های ملی، از منابع و مناطق طبیعی کانادا حفاظت می‌نمایند و پناهگاه‌های پرندگان مهاجر نیز، در طول فصل لانه‌سازی برای تخم‌گذاری، از پرندگان مهاجر محافظت می‌نمایند.